# Rieserferner
Rieserferner (italsky Vedretta di Ries) je poměrně malé pohoří (300 km²) ležící v jižní části Rakouska na hranicích s Itálií. Do Rakouska (Tyrolsko) zasahuje pouze svou menší částí. Naprostá většina náleží sousední Itálii (Jižní Tyroly, Trentino-Alto Adige), kde také leží nejvyšší vrcholy. Hlavní stavebním kamenem je tonalit (druh žuly). Pohoří je díky své malé rozloze častokrát přiřazováno k Vysokým Taurám. Název pohoří je odvozen od stejnojmenného ledovce, který teče z koruny nejvyšších vrcholů směrem na sever do údolí Bachertal. Nejvyšším vrcholem je Hochgall (3436 m).

## Poloha
Na severozápadě a severu navazuje pohoří na mnohem rozlehlejší a turisticky navštěvovanější Zillertalské Alpy. Svou západní částí sousedí se skupinou Venediger (Vysoké Taury) a jižní hranici tvoří údolí Val Pusteria (německy Pustertal), které masiv Rieserferner odděluje od Dolomit. Jihozápadní hranici tvoří dolina Anterselva, která rozděluje Rieserferner a Villgratenské hory.

## Členění
Pohoří se rozděluje na dvě hlavní skupiny. Jsou to Rieserfernergruppe (východ) a Durreckgruppe (západ). Velká část území byla v roce 1988 vyhlášena jako přírodní park Parco Naturale Vedretta de Ries.

### Nejvýznamnější vrcholy
V pohoří Rieserferner se nachází přes 30 vrcholů vyšších 3000 metrů.
- Hochgall (3436 m)
- Schneebiger Nock (3358 m)
- Magerstein (3273 m)
- Wildgall (3272 m)
- Fernerköpfl (3249 m)
- Lenkstein (3237 m)
- Fensterlekofl (3137 m)
- Wasserkopf Spitze (3135 m)
- Grosser Rauchkofl (3043 m)
- Durreck (3130 m)
- Schwarze Wand (3105 m)
- Grosser Moostock (3059 m)
- Windscharspitze (3041 m)
- Dreieck Spitze (3031 m)
- Kleiner Rauchkofl (3006 m)

## Horské chaty
- Barmer Hütte (2610 m)
Otevřena od konce června do konce října, kapacita 53 lůžek, 5 míst ve winterraumu. Dosažitelná: z města Sankt Jakob in Defereggen, ze silničního sedla Staller Sattel (2052 m) za 3,5 hod.
- Alte Kasseler Hütte (2274 m)
Otevřena od začátku června do začátku října. V zimě od poloviny března do poloviny května. Kapacita 70 lůžek, Dosažitelná: z městečka Sand in Taufers, nebo z obce Rein in Taufers (Riva di Tures) za 2 hod.
- Rieserfernerhütte (2792 m)
Otevřena od začátku června do začátku října. Kapacita 40 lůžek, 20 míst ve winterraumu. Dosažitelná: z obce Antholzza 3,5 hod. nebo Rein in Taufers za 4 hod. údolím Geltal.

## Údolí
Do nitra pohoří zasahují dvě velké doliny. Jedná se o dlouhé údolí Ahrntal se sídly Sand in Taufers, Sankt Jakob in Ahrntal či Prettau. Druhou velkou dolinou je Valle di Riva (Reintal) se sídlem Riva di Tures. Pod jižními stěnami Magersteinu a Wildgallu obepíná pohoří významná dolina Anholzertal (Valle di Anterselva), kterou vede silnice na sedlo Staller Sattel.

## Vodopis
Masiv odvodňují řeky Ahrn (Ahrntal, od severovýchodu na jihozápad) dále potok Knuttenbach vlévající se do většího toku Reinbach. Oba pramení přímo v horách v masivu Rieserfernergruppe. Údolím Anterselva na jihu pohoří teče říčka Antholzerbach. Na jeho horním toku, pod sedlem Staller Sattel se nachází jezero Antholzer See (1642 m), které je zároveň největším jezerem pohoří. V horách nalezneme mnoho malých jezírek a ples. Zejména na západě masivu Durreck (Schwarzsee, Klaussee) a na severu masivu Rieserfernergruppe (Koflersee, 2439m a Klammersee, 2318 m).

### Ledovce
V pohoří se nachází 14 ledovců a několik firnových polí. Největším ledovcem pohoří je Rieserferner. Další ledovce jsou již výrazně menší, jako např.
- Klausenkees (masiv Durreck)
- Prettaukees
- Lahnerkees
- Kerrakees
- Rosshufkees
- Rötkees
- Rötfleckees
- Klausenkees
- Alprechkees
- Lenksteinferner (masiv Lenkstein)
- Gelttalkees (masiv Fernerköpfl a Schwarze Wand)
- Althauskees (masiv Rauchkofl)
- Schneebirger Nock-kees (masiv Schneebrige Nock)